# معارضو حرب العراق في كندا

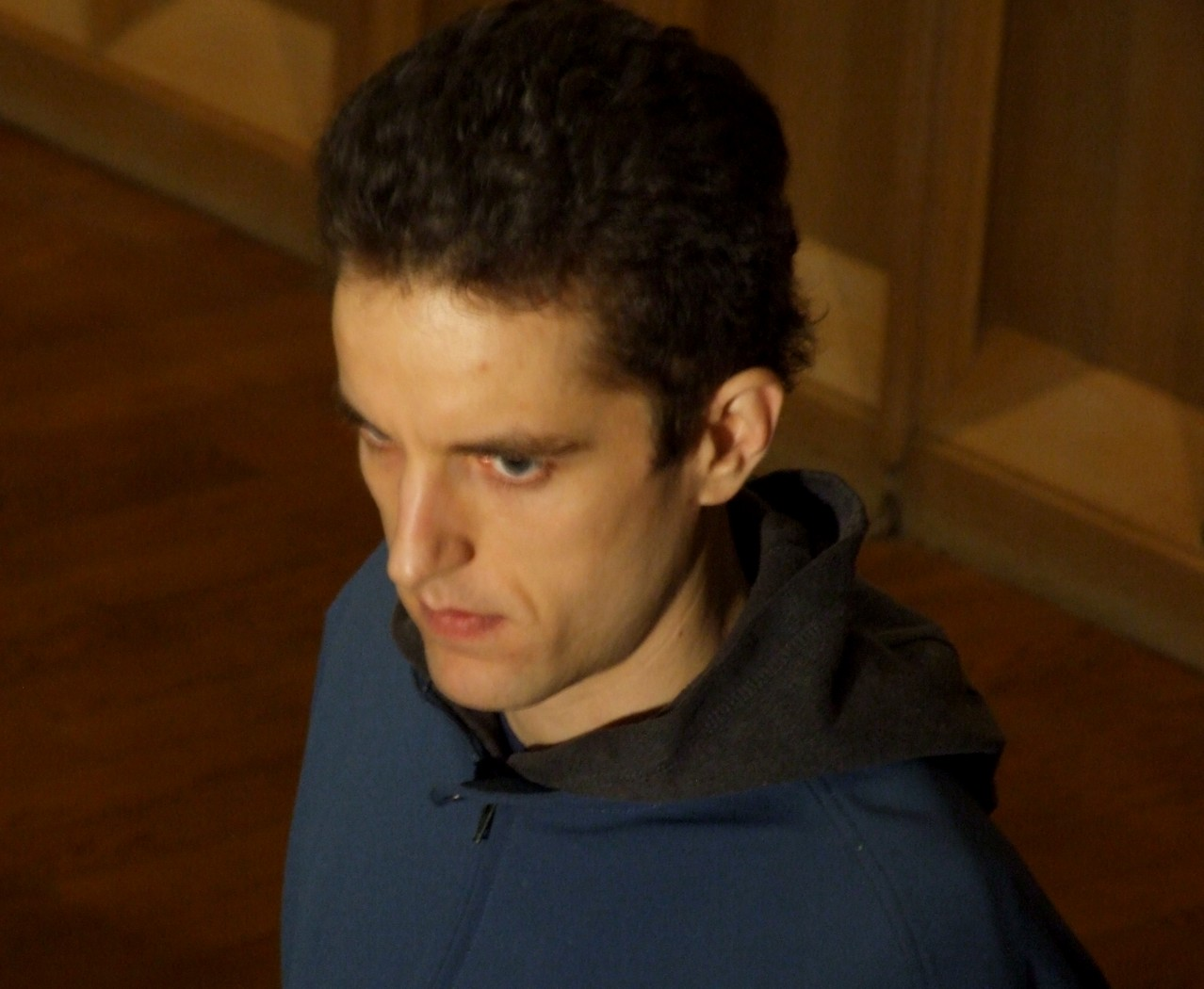
جيريمي هينزمان، أول أمريكي مقاوم / هارب من حرب العراق يسعى علنًا للحصول على وضع لاجئ في كندا.

خلال حرب العراق، التي بدأت مع غزو العراق عام 2003، كان هناك أفراد عسكريون للولايات المتحدة رفضوا المشاركة أو الاستمرار في المشاركة في تلك الحرب المحددة. وكان رفضهم يعني أنهم يواجهون إمكانية معاقبتهم في الولايات المتحدة وفقًا للمادة 85 من القانون الأمريكي الموحد للقضاء العسكري. لهذا السبب اختار بعضهم الذهاب إلى كندا كمكان للجوء. أدى اختيار هؤلاء الذين يقاومون حرب العراق الأمريكية للذهاب إلى كندا إلى نقاش كبير في المجتمع والصحافة والمجالات القانونية والساحات السياسية في كندا. يرجع جزء كبير من النقاش حول هذه القضية إلى الطبيعة المثيرة للجدل لحرب العراق نفسها. من بين العناصر العديدة في هذا النقاش علاقة كندا بحرب العراق، وعلاقة كندا بالولايات المتحدة، أكبر شريك تجاري لها.

## ظروف الخلفية
تم تجنيد بعض مقاومي حرب العراق في جيش الولايات المتحدة قبل حرب العراق، والبعض الآخر تم تجنيده بعد أن بدأت. قبل رفضهم المشاركة في تلك الحرب، كان بعضهم قد شارك في البداية، والبعض الآخر لم يشارك. كان لكل منها أسبابه الخاصة لاتخاذ قرار في البداية بالتجنيد و / أو المشاركة في تلك الحرب. ومع ذلك، ليس من غير المنطقي الافتراض أن استعدادات العلاقات العامة لغزو العراق عام 2003، والتغطية الإعلامية لحرب العراق لعبت دورًا في العديد من تلك القرارات الأولية. في وقت لاحق، عندما واجه هؤلاء الجنود وجهات نظر مختلفة حول غزو العراق عام 2003 وقضايا شرعية حرب العراق، شككوا في شرعية غزو العراق عام 2003. ثم أصيب بعضهم بخيبة أمل من كل الحروب، بينما أصبح آخرون "معترضين انتقائيين ضميريًا".
ثم في مراحل مختلفة من حياتهم، أصبحوا مدركين لاحتمال معاقبتهم لرفضهم المشاركة في حرب العراق. في 6 سبتمبر / أيلول 2003، قدمت إدانة ستيفن فونك، المقاوم في حرب العراق وسجنه في وقت لاحق، أدلة على أن العقوبة كانت احتمالًا حقيقيًا للغاية.
في نهاية المطاف، أصبح العديد من المقاومين في حرب العراق على دراية بتاريخ المتهربين من الخدمة العسكرية الذين سُمح لهم بدخول كندا دون محاكمة خلال حرب فيتنام (1959-1975). في تلك الحقبة، كان معظم هؤلاء المتهربين من التجنيد قد تقدموا ببساطة بطلب للحصول على وضع مهاجر هبط مرة واحدة في كندا، التي عارضت المغامرات العسكرية لجارتها الجنوبية في فيتنام. لكن تم تشديد قواعد الهجرة منذ حقبة فيتنام، مما جعل المهاجرين المحتملين يطبقون طلباتهم من بلدانهم الأصلية. وقد دفع هذا بمقاومي الحرب إلى نظام اللاجئين في كندا.
على عكس المتهربين من الخدمة العسكرية الذين هاجروا إلى كندا كبديل للتجنيد الإلزامي، جاء المقاومون في حرب العراق إلى كندا بعد التجنيد الطوعي. واجه بعض المقاومين في حرب العراق التمديد غير الطوعي لخدمتهم الفعلية بموجب سياسة وقف الخسارة. على أي حال، كان هناك بعض الجدل حول ما إذا كان عامل التجنيد الطوعي / غير الطوعي يحدث فرقًا في قرار ترحيلهم لمواجهة العقوبة المحتملة في الولايات المتحدة أم لا. كان العامل الأكثر أهمية، وفقًا للاقتراحين البرلمانيين اللذين تم إقرارهما، هو ما إذا كان الأفراد "قد رفضوا أو تركوا الخدمة العسكرية المتعلقة بحرب لم تقرها الأمم المتحدة. " 
وقد تمت الإشارة إلى الجنود الذين اختاروا القدوم إلى كندا باستخدام مصطلحات مختلفة: «هارب» أو «مستنكف ضميريًا» أو «مقاوم حرب» أو «لاجئ». غالبًا ما يكون قرار اختيار أحد هذه المصطلحات فوق الأخرى مؤشرًا على موقف المرء من هذه القضية.

## المشهد القانوني
انظر أيضًا حالة السماح لبعض المقاومين المؤهلين بالبقاء في كندا على أسس إنسانية ورحيمة.

### معاهدة كندا والولايات المتحدة لتسليم المجرمين
وفقًا للمعاهدة المبرمة بين حكومة كندا وحكومة الولايات المتحدة الأمريكية بشأن المساعدة القانونية المتبادلة في المسائل الجنائية، يمكن للسلطات الأمريكية أن تطلب من السلطات الكندية تحديد وتحديد مكان واحتجاز الرعايا الأمريكيين الذين ارتكبوا جريمة تنطوي على حكم محتمل لأكثر من عام، وبعد ذلك تسليم الهدف إلى الولايات المتحدة، وفقًا لمعاهدة تسليم المجرمين بين الولايات المتحدة الأمريكية وكندا. ومع ذلك، يجب على حكومة الولايات المتحدة أن تعد بأن أولئك الذين تم تسليمهم لن يواجهوا عقوبة الإعدام، وفقًا لحكم المحكمة العليا الكندية في قضية الولايات المتحدة ضد. الحروق. وبالتالي، فإن الهاربين الذين ربما صدرت بحقهم مذكرة توقيف في الولايات المتحدة يتعرضون للاعتقال في كندا، ما لم يقننوا وضعهم.

### القانون الكندي
بموجب القانون الكندي، يمكن تقنين الوضع من خلال متابعة طلب اللجوء، والذي سينظر فيه مجلس الهجرة واللاجئين في كندا (IRB). إذا تم رفض الدعوى، يمكن للمدعي استئناف القرار في المحكمة الفيدرالية، ومحكمة الاستئناف الفيدرالية، وأخيرًا، المحكمة العليا لكندا، إذا تم منح الإذن. ومع ذلك، إذا لم تُبطل الاستئنافات قرار مجلس الهجرة واللاجئين، وإذا كان هناك أمر إزالة، فيجب على المدعي مغادرة كندا في غضون 30 يومًا. إذا لم يتم ذلك، أو لم يتم تأكيد تفاصيل المغادرة مع وكالة خدمات الحدود الكندية، فسيتم إصدار أمر الترحيل، ويكون قابلاً للتنفيذ من قبل أي ضابط في هيئة كوينز للسلام في كندا.
من ناحية أخرى، إذا تم منح طلب اللجوء، يُسمح للفرد أو العائلة بالبقاء في كندا، والانتقال في النهاية إلى وضع الإقامة الدائمة، وإذا رغب الشخص في الحصول على الجنسية الكندية.

## تقدم التدخل السياسي خلال القضية القانونية الأولى نحو المحكمة العليا

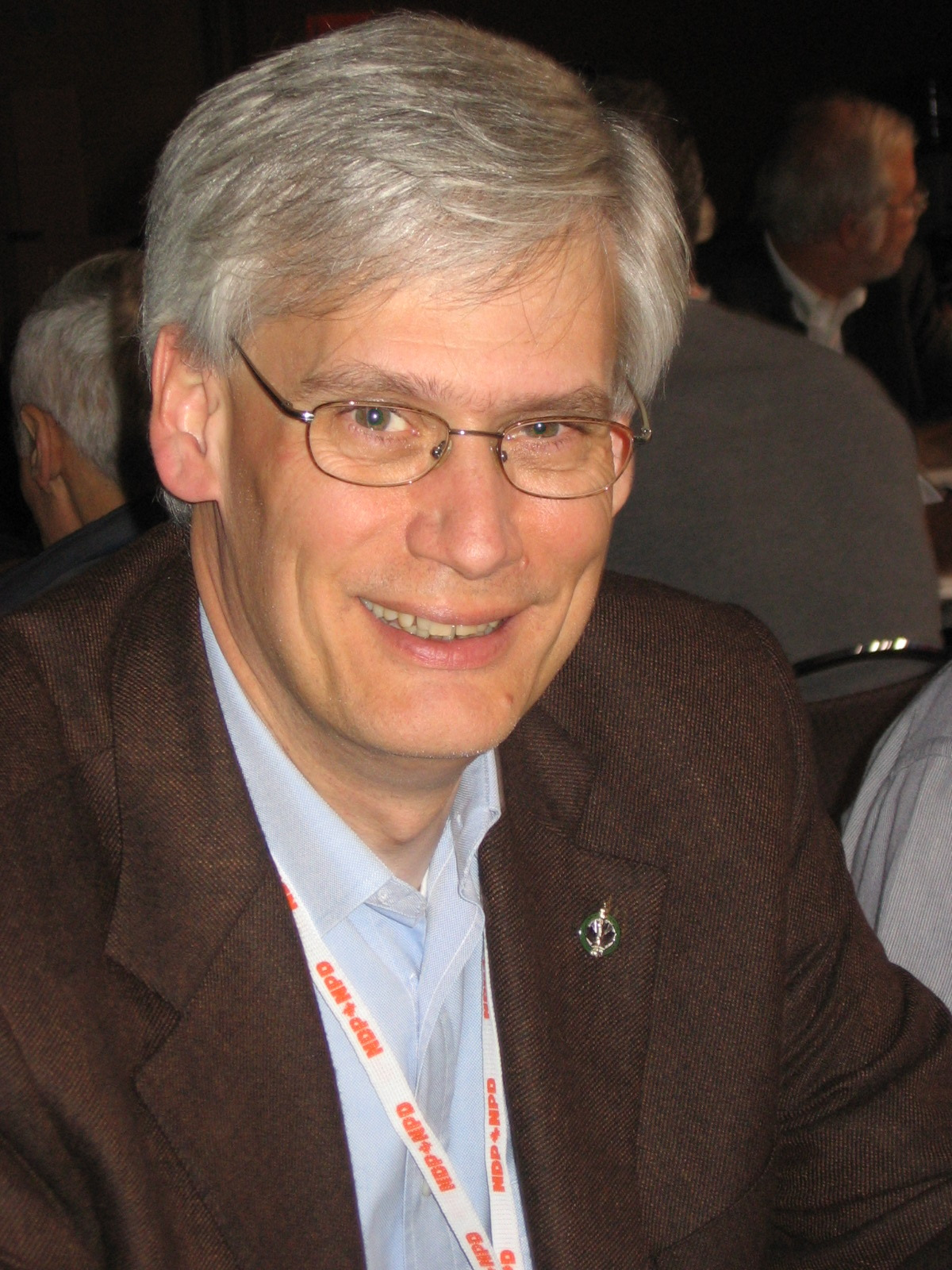
قدم النائب عن الحزب الديمقراطي الجديد بيل سيكساي التماسًا إلى البرلمان في 21 يونيو 2005.

من الواضح أن قضية مقاومي حرب العراق أصبحت أكثر من مجرد قضية قانونية عندما دخل محامو الحكومة الكندية الموقف وقدموا حججًا إلى قاضي مجلس الهجرة واللاجئين قبل جلسة الاستماع السابقة لمقاوم حرب العراق جيريمي هينزمان في نوفمبر 2004. «جادل محامو الحكومة في جلسة الاستماع الخاصة بالهجرة التي عقدها هينزمان بأن مسألة شرعية الحرب برمتها» غير ذات صلة«. وافق ضابط الهجرة الفيدرالي الذي يفصل في القضية [(Brian P.Godman)]. وحكم في 12 نوفمبر / تشرين الثاني 2004 بأن هينزمان لا يجوز له استخدام الأساس القانوني لحرب العراق لتبرير ادعائه». تم رفض طلب الحصول على وضع اللاجئ في نهاية المطاف (16 مارس 2005).
وذكرت هيئة الإذاعة البريطانية، في سياق حديثها عن هذا القرار، أن الحكم «لم يأت بمفاجأة. يدرك المسؤولون [الكنديون] أن اتهام واشنطن باضطهاد مواطنيها من شأنه أن يتسبب في وقوع حادث دبلوماسي دولي». كانت الحكومة في ذلك الوقت هي الحزب الليبرالي الكندي بقيادة رئيس الوزراء بول مارتن. والمحامية التي تمثل وزيرة المواطنة والهجرة في الحكومة، جودي سغرو، كانت جانيت تشيشولم.
خلال تلك الدورة البرلمانية للحكومة، التي انتهت في 29 نوفمبر 2005، أصبحت القضية أيضًا جزءًا رسميًا من عمل البرلمان: في 21 يونيو 2005، قدم عضو البرلمان الجديد عن الحزب الديمقراطي بيل سيكساي إلى البرلمان التماسًا من 15000 توقيع يحث الحكومة الليبرالية على السماح يقاوم حرب العراق للبقاء في كندا. تم تنظيم هذا الالتماس من قبل حملة دعم مقاومة الحرب المجتمعية.

## القضية القانونية الأولى: جيريمي هينزمان
قدم جيريمي هينزمان، «أول أمريكي مقاوم في حرب العراق يسعى للحصول على وضع اللاجئ في كندا»، طلب لجوء عند وصوله إلى كندا، في يناير 2004.

### جلسة استماع في مجلس الهجرة واللاجئين في كندا
عقدت جلسة الاستماع الأولى لهينزمان في الفترة من 6 إلى 8 ديسمبر 2004 في مجلس الهجرة واللاجئين الكندي برئاسة بريان ب. غودمان.
أشار جيفري هاوس، محامي هينزمان، إلى سابقة وضعها قاضي المحكمة الفيدرالية آرثر ستون في عام 1995 الذي وافق على وضع اللاجئ للهاربين من غزو العراق للكويت عام 1990. كتب ستون: «هناك مجموعة من الأنشطة العسكرية التي لا يُسمح بها مطلقًا لأنها تنتهك المعايير الدولية الأساسية. وهذا يشمل... عمليات التوغل غير الدفاعية في الأراضي الأجنبية.»
لكن قبل بدء الجلسة، كان غودمان قد حكم بالفعل بأن الأدلة المتعلقة بشرعية قيام الولايات المتحدة بعمل عسكري في العراق لا يمكن استخدامها كحجة مقبولة في جلسة استماع هينزمان. لقد فعل ذلك بعد سماع محامين حكوميين يجادلون بأن "مسألة شرعية الحرب برمتها "غير ذات صلة". تم رفض طلب الحصول على وضع اللاجئ في نهاية المطاف.

### استئناف المحكمة الاتحادية
ترأست القاضية آن إل ماكتافيش قضية المحكمة الفيدرالية في قضية هينزمان ضد. كندا، وأصدرت حكمها في 31 مارس 2006 بتأييد قرار مجلس الهجرة واللاجئين.
في قرارها، عالجت ماكتافيش قضية المسؤولية الشخصية على النحو التالي: «يجب أن يشارك الفرد على مستوى صنع السياسة ليكون مسؤولاً عن ارتكاب جريمة ضد السلام... لا يُتوقع من الجندي العادي أن يتخذ موقفاً خاصاً به أو بها. التقييم الشخصي لقانونية النزاع. وبالمثل، لا يمكن تحميل مثل هذا الفرد المسؤولية الجنائية عن القتال لدعم حرب غير مشروعة، بافتراض أن سلوكه الشخصي في وقت الحرب مناسب بخلاف ذلك.» 
«الحجج الرئيسية التي قدمها محامي هينزمان، جيفري هاوس، كانت أن الحرب في العراق ضد القانون الدولي وأن هينزمان... كان سيُجبر على المشاركة في أعمال غير قانونية لو ذهب».

### المحكمة العليا لكندا
في 15 تشرين الثاني (نوفمبر) 2007، رفض كورام للمحكمة العليا لكندا مؤلف من قضاة ميشيل باستراتش وروزالي أبيلا ولويز شارون طلبًا بأن تنظر المحكمة في القضية عند الاستئناف، دون إبداء الأسباب.

## التداعيات السياسية بعد وصول هينزمان إلى المحكمة العليا

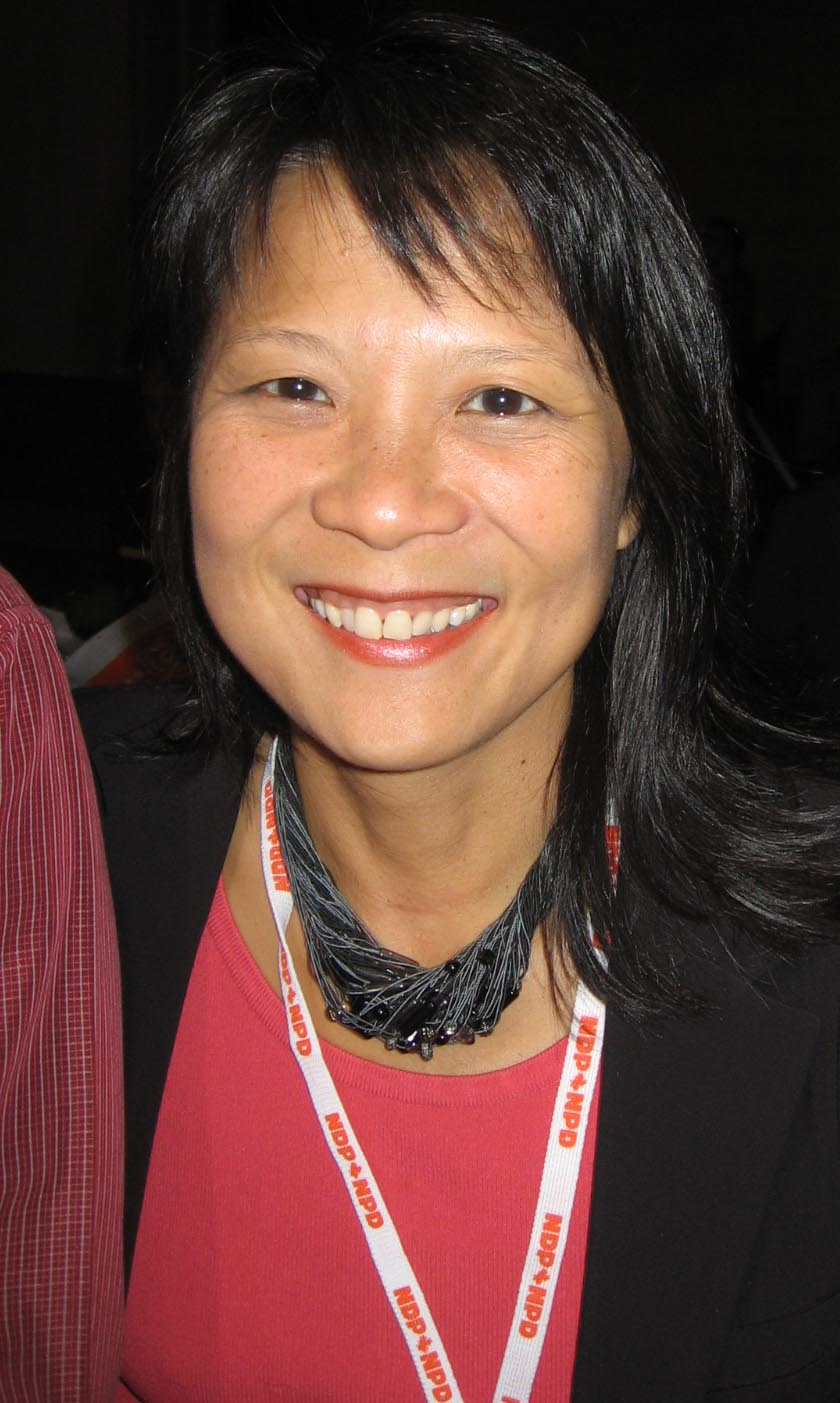
قدمت النائبة عن الحزب الوطني الديمقراطي أوليفيا تشاو اقتراحًا في البرلمان.

«في أعقاب قرار المحكمة العليا، طلبت أوليفيا تشاو، ناقد الهجرة من الحزب الوطني الديمقراطي، من اللجنة الدائمة الفيدرالية المعنية بالجنسية والهجرة التصويت لصالح السماح للمستنكفين ضميريًا الذين رفضوا أو تركوا الخدمة العسكرية الأمريكية في العراق بالبقاء في كندا.»
في 6 ديسمبر 2007، بعد إجراء بعض التعديلات على اقتراح تشاو الأصلي، تبنت اللجنة البرلمانية الدائمة المعنية بالمواطنة والهجرة اقتراحًا ينص على ما يلي: أن توصي اللجنة

### مجلس العموم يؤيد حركة مقاومة الحرب
في 21 مايو 2008، تم ترحيل كوري جلاس، المقاوم للحرب الأمريكية في العراق، والذي كان قد تقدم بطلب للحصول على وضع اللاجئ قبل 22 شهرًا، وقيل له إنه يجب أن يغادر البلاد طواعية بحلول 12 يونيو 2008.
استند الرفض ... إلى تقييم فاشل للمخاطر قبل الترحيل من قبل Citizenship and Immigration Canada، والذي وجد أنه في حالة إبعاده عن البلاد، فإن Glass لن يكون معرضًا لخطر الموت أو التعذيب أو المعاملة أو العقوبة القاسية أو غير العادية.

 . . .
قال زاسلوفسكي إن هذا الرفض الأول قد يكون علامة مروعة على الأشياء التي ستأتي لما لا يقل عن تسعة من مقاتلي الحرب الآخرين الذين طلبوا تقييم مخاطر ما قبل الترحيل، ويمكن أن يغلق الباب أمام محاولات المقاومين الآخرين للعثور على منزل في كندا.

في 3 يونيو 2008، أقر مجلس العموم الاقتراح (من 137 إلى 110) الذي أوصى بأن تنفذ الحكومة على الفور برنامجًا من شأنه أن «يسمح للمستنكفين ضميريًا... إلى حرب لا تقرها الأمم المتحدة ... . تبقى في كندا. . .»  أيدت جميع الأحزاب وجميع أعضاء البرلمان المستقلين الاقتراح، باستثناء النواب المحافظين.
ومع ذلك،
، في اليوم الالي، ذكرت صحيفة تورنتو ستار أن «الاقتراح غير ملزم وأن الانتصار كان حلوًا ومرًا حيث من المرجح أن تتجاهله الحكومة. يأتي الاقتراح - الذي تم تمريره على 137-110 - قبل حوالي أسبوع من مغادرة كوري جلاس البالغة من العمر 25 عامًا كندا طواعية بعد رفض الحرس الوطني السابق كلاجئ وأمر بالخروج من البلد» 
في 4 يوليو 2008، فاز جوشوا كي باستئناف المحكمة الفيدرالية مما أجبر مجلس الهجرة واللاجئين الكندي (IRB) على إعادة النظر في طلبه للحصول على وضع اللاجئ في كندا. وكان هذا «حكم محكمة غير مسبوق يمكن أن يؤثر على عشرات الجنود الأمريكيين الآخرين الذين رفضوا القتال في العراق.» 

### أول ترحيل لكندا لمقاوم حرب العراق
في 9 يوليو 2008، ذكرت صحيفة تورنتو ستار أن كوري جلاس «مسموح [الآن] بالبقاء في كندا حتى تتخذ المحكمة الفيدرالية قرارًا بشأن ... قضايا للمراجعة القضائية».
في 15 يوليو 2008، بعد أن كانت التوصية البرلمانية أمام حكومة الأقلية المحافظة لمدة شهر ونصف، قامت كندا بترحيل روبن لونج المقاوم في حرب العراق. جعله هذا أول جندي أمريكي يتم ترحيله من كندا إلى الولايات المتحدة.
بعد يوم واحد، تم ترحيل دانيال سانديت، جندي أمريكي آخر. لم تتقدم Sandate بطلب للحصول على وضع اللاجئ القانوني كما فعلت Long (انظر التفاصيل).

### تصريحات الحكومة حول المقاوم لحرب العراق جيريمي هينزمان، وحرب العراق
في اليوم السابق لترحيل هينزمان، «قالت وزيرة الهجرة ديان فينلي ... إن الحكومة لن تتدخل إذا رفضت المحاكم ... طلبه [البقاء في كندا].»  بحلول الوقت الذي أدلت فيه بهذا البيان، كان من المعروف أن أول مُرحل، روبن لونغ، قد حُكم عليه بالفعل بالسجن خمسة عشر شهرًا. حُكم عليه في 22 أغسطس 2008، قبل شهر من بيان ديان فينلي.
بعد أحد عشر يومًا من تعليقات ديان فينلي، كان هناك نقاش انتخابي متلفز على المستوى الوطني حيث ضغط جيل دوسيب على زعيم حزب المحافظين ستيفن هاربر للإجابة على سؤال حول موقفه من حرب العراق: قال هاربر إنه أخطأ في الدعوة إلى حكومة كندا. المشاركة في الغزو الذي قادته الولايات المتحدة للعراق عام 2003 . في ذلك الوقت، كان زعيم المعارضة. قال هاربر: "لقد كان خطأً مطلقًا، ومن الواضح أنه من الواضح"، مضيفًا أن الادعاء بوجود أسلحة دمار شامل ثبت خطأه." 

## الأحداث خلال 40 البرلمان الكندي
بعد بدء الدورة الأربعين للبرلمان الكندي، كان لا بد من بدء عملية تقديم اقتراح مقاومة الحرب بالكامل من أجل تقديمه إلى البرلمان الجديد. بعد الاقتراب من تشكيل حكومة ائتلافية، أكد أعضاء أحزاب المعارضة في 21 يناير 2009، أنه إذا كانوا في السلطة معًا في حكومة ائتلافية، فسيتم تنفيذ توصية 3 يونيو 2008 البرلمانية المتعلقة بمقاومي الحرب.

### تتواصل عمليات الترحيل والسجن
في 23 يناير / كانون الثاني 2009، كان كريس تيسكي أول مقاوم حرب يُجبر على مغادرة كندا وكان قد تقدم بطلب للحصول على وضع اللاجئ القانوني ولم «يفشل في الامتثال لشروط الكفالة» كما فعل روبن لونغ المُرحل سابقًا.
في 4 فبراير 2009، أجبر كليفورد كورنيل أيضًا على الخروج من كندا. واعتقل الاربعاء بعد عبوره الحدود من كندا إلى ولاية واشنطن. في 23 فبراير 2009، اتهم كورنيل بارتكاب جريمة الفرار بقصد "تجنب الواجب الخطير والتهرب من الخدمة الهامة"  في 29 أبريل 2009، أدين كليفورد بالفرار من الخدمة وحكم عليه بالسجن لمدة عام." 
كان كورنيل أول من تم ترحيله من المقاومين في حرب العراق يتم اتهامه وإدانته والحكم عليه من قبل جيش الولايات المتحدة بينما كان باراك أوباما قائدها الأعلى. تم تخفيض عقوبته لاحقًا إلى 11 شهرًا من قبل قائد موقع فورت ستيوارت.

### جلسة الاستماع الجديدة لـ Joshua Key في IRB
في 3 يونيو 2009، عقد جوشوا كي جلسة استماع جديدة أمام مجلس الهجرة واللاجئين. كين أتكينسون، عضو مجلس الهجرة الذي استمع بعد ذلك إلى قضية كي في 3 يونيو 2009، احتفظ بقراره. ومع ذلك، في 30 يوليو 2010، حُرم Key مرة أخرى من وضع اللاجئ في حكم IRB الثاني هذا.

## قضية السماح لبعض مقاومي الحرب المؤهلين بالبقاء في كندا لأسباب إنسانية ورحيمة
مختلف ومتميز من الناحية القانونية عن «طلب اللجوء»، هو تطبيق للإقامة في كندا «لأسباب إنسانية ورحيمة» (H&C). كانت حالة مقاوم الحرب جيريمي هينزمان أول من اختبر هذا التمييز:
في 6 يوليو / تموز 2010، قضت محكمة الاستئناف الفيدرالية الكندية بالإجماع بأن مسؤول الهجرة الكندي فشل في النظر في «مشاق» هينزمان عندما رفضت إقامته الدائمة في كندا. وقالت المحكمة إن رفض المسؤول لطلب الإقامة الدائمة لهينزمان كان «معيبًا بشكل كبير» لأن الضابط لم يأخذ في الاعتبار «معتقدات هينزمان الأخلاقية والدينية القوية» ضد المشاركة في الحرب. وهذا يعني أنه يجب على المسؤولين إلقاء نظرة أخرى على طلب هينزمان للبقاء في كندا لأسباب إنسانية ورحيمة.
وقالت محامية هينزمان، أليسا مانينغ، «لقد أخطأ هذا الضابط الهدف وفكر فقط في أسئلة من نوع اللاجئين». حالات اللاجئين عادة ما تأخذ في الاعتبار فقط الخطر على الحياة أو خطر الاضطهاد. قال مانينغ: «من المفترض أن يأخذ [مسؤول] H&C في الاعتبار القيم الإنسانية والوجدانية - الأسئلة الملازمة لتطبيق H&C». «معتقدات هينزمان، وأسبابه الكاملة لوجوده في كندا في المقام الأول، لم يتم النظر فيها من قبل ضابط H&C، وهذا ما كان معيبًا بشكل كبير بشأن قرار [الضابط].» 

### قضية دين والكوت
في 5 أبريل 2011، في وضع مماثل، حكمت المحكمة الفيدرالية لصالح دين والكوت الذي كان يسعى إلى مراجعة قضائية لطلبه السابق للبقاء في كندا لأسباب إنسانية. يمكنه الآن التقدم بطلب للبقاء في كندا.

## روابط خارجية
- «ادعم Bill C-440، دعهم يبقون»
- مقاومي حرب فيتنام في كندا
- موقع حملة دعم مقاومة الحرب نسخة محفوظة 10 نوفمبر 2013 على موقع واي باك مشين.
- البرنامج التليفزيوني لهيئة الإذاعة الكندية The Hour ، مقدم البرنامج جورج سترومبولوبولوس، مقابلات مع جيريمي هينزمان، 16 سبتمبر 2008 (المدة 9:13)
- مقابلة منظمة الديمقراطية الآن (الولايات المتحدة) مع جيريمي هينزمان، أغسطس 2008. (المدة: 10:46) . على يوتيوب
- أفشين راتانسي يقابل هينزمان. 13 أغسطس 2008. (المدة: 8:45)
- مقابلة جوشوا كي في 2 يونيو 2009، (اليوم السابق لجلسة الاستماع الجديدة في مجلس الهجرة واللاجئين). أجرت المقابلة جانيت لو، مقدمة برنامج CANOE Live ، وهو برنامج تلفزيوني محلي على Sun TV في تورنتو، أونتاريو، كندا . على يوتيوب
- يجري مقابلة مع جيرارد كينيدي حول مشروعه بيل C-440، في 18 سبتمبر 2009، في اليوم التالي لتقديمه إلى البرلمان الكندي. العرض، Power Play ، يبث من البرلمان هيل ويستضيفه توم كلارك من CTV . (المدة 5:22) . على يوتيوب
- الولايات المتحدة المقاوم للحرب الجندي. مؤتمر صحفي لرودني واتسون حول طلب اللجوء [(حق اللجوء)] في كنيسة فانكوفر. تاريخ الفيديو: 19 أكتوبر 2009. فيديو من إنتاج ونشر هيئة الإذاعة الكندية. (المدة 13:02)
- برنامج تلفزيون شبكة التلفزيون العالمية <i id="mwBEA">16: 9</i> فلم وثائقي بعنوان «مقاومة الحرب». تُجري كارولين جارفيس مقابلات مع مقاومي الحرب روبن لونج ورودني واتسون، وعضو البرلمان الكندي جيرارد كينيدي. 24 كانون الثاني 2010 (المدة 8:56)